# 额尔德尼巴廷·曾德巴塔尔
额尔德尼巴廷·曾德巴塔尔（1996年10月16日—），蒙古男子拳击运动员，2018年亚洲运动会男子60公斤级金牌得主、2019年世界拳击锦标赛男子57公斤级铜牌得主。